# 瑶山槭
瑶山槭（学名：Acer yaoshanicum）为槭树科槭属下的一个种。

## 扩展阅读
- 維基物種上的相關：瑶山槭